# 専用軌道
専用軌道（せんようきどう）は、軌道における分類の一つで、道路以外の敷地に敷設されたものを指す。軌道法においては新設軌道（しんせつきどう）と称される。対義語は併用軌道。
軌道法ではこれとは別に、運輸業に使用しない軌道を「専用軌道」と称している。こちらに関しては専用鉄道を参照。

## 法律上の扱い

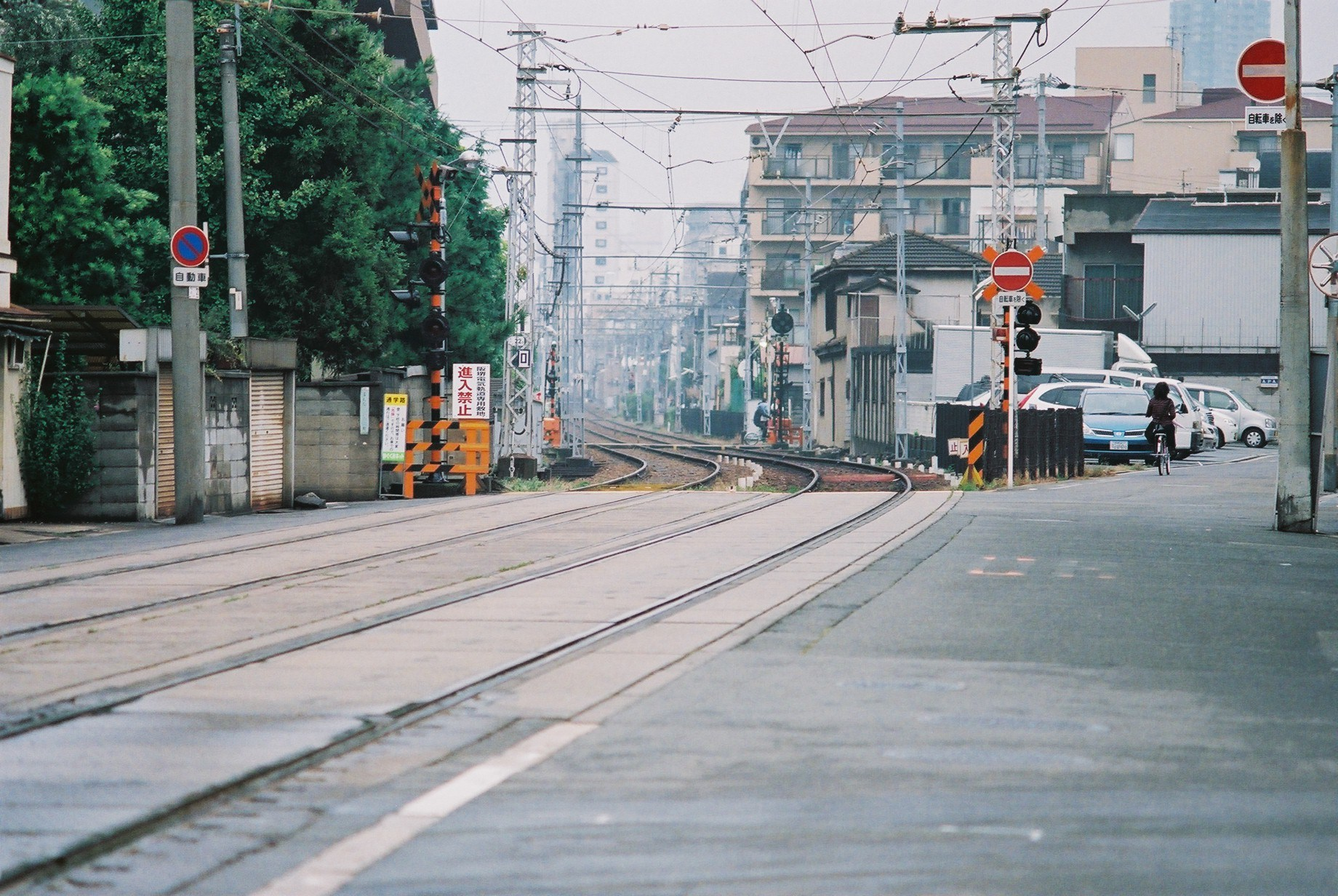
併用軌道(手前)、新設軌道(奥)

軌道法第二条では「軌道ハ特別ノ事由アル場合ヲ除クノ外之ヲ道路ニ施設スヘシ」と定めており、軌道法に基づく軌道は原則として道路以外の場所に敷設することはできない。
軌道建設規程では「道路上その他公衆の通行する場所に敷設される軌道」を「併用軌道」、その他の軌道を「新設軌道」として分けている。
なお、軌道法に基づく軌道のうち、道路の中央部に高架軌道を敷設した都市モノレールや新交通システム、あるいは「路面電車の高速化」と位置づけて道路下（地下）に敷設された大阪市営地下鉄なども、道路の上方空間または下方空間に敷設されていることから、法的には併用軌道の一種である。

## 専用の敷地内に設けられた軌道や鉄道線路
一般的には、路面電車が走行する軌道や鉄道線路のうち、専用の敷地内に敷設されているものを「専用軌道」と呼ぶことが多い。たとえば富山地方鉄道富山港線や福井鉄道福武線などのように、道路の路面を走行する区間に軌道法、専用の敷地内を走行する区間に鉄道事業法がそれぞれ適用されている場合、たとえ鉄道事業法が適用されている区間の鉄道線路であっても「（軌道法の新設軌道を意味する）専用軌道」と呼ぶことがある。この場合は法律上の定義とは関係なく、単に専用の敷地内に設置されているかいないかの違いによって、併用軌道と専用軌道の言葉を使い分けていることになる。
以上のように、専用軌道という言葉は前後の文脈などによって意味が変わってくるため、使用に際しては注意が必要である。

## 構造と利点
軌道の構造は、通常の鉄道線路と同様にバラストを敷き詰めて、枕木にレール（軌条）を固定した、たわみ構造が用いられることが多いが、併用軌道ではその上に舗装が施されるのに対し、新設軌道では一般に通常の鉄道と同様とされる。
大都市の路面電車においては、高度成長期以降、道路上での自動車との併走により、交通渋滞に巻き込まれて運行ダイヤが守れなくなるなどの支障が出て、廃止される例が多かったが、全走行区間における新設軌道の割合が高いためその使命が失われず存続された例もある。たとえば併用軌道路線のほとんどが廃止された東京の都電においても、荒川線だけは王子電気軌道という私鉄の路線を買収した区間でもあって、専用（新設）軌道の割合がきわめて高かった。そのため荒川線については定時性の確保のため1972年（昭和47年）に概ね5年間の存続が決定され、1973年（昭和48年）の都議会で恒久的存続が決定された。東急電鉄でも、砧線（鉄道線）と玉川線（併用軌道）の廃止後も、若林踏切を除き全線が専用軌道である世田谷線が存続している。